# 宜賓市
宜賓市（ぎひん-し）は中華人民共和国四川省東南部に位置する地級市。「万里長江第一城」と呼ばれる。すなわち「長江の最初の街」であり、長江は宜賓より上流は金沙江と呼ばれ、岷江とこの地で合流し、ここから長江となる。また醸造業が古くから発達し、名酒・五糧液（白酒）で知られ「酒都」の異名を持つ。

## 地理
宜賓は東は瀘州市、南は雲南省昭通市、西は涼山イ族自治州と楽山市、北は自貢市に接する。東西のもっとも広い部分は幅153.2km、南北の最大幅は150.4km。川南地方の中心で、四川盆地の西南の縁にある。地勢は雲貴高原へつながる南部と大涼山・小涼山のある西部が高く、北東は四川盆地内の海抜500m以下の丘陵地でありなだらかで低くなっている。海抜は500mを超え2000mまでの間であり最も高い地点（老君山）でも2008mである。市域の38%は森林であるがほとんどが人工林であり原生林は非常に少ない。
東西に長江（金沙江）が貫き、南側は雲南省や貴州省と接している。岷江は北から流れ、合流点に宜賓市街地がある。その他のおもな支流には、南広河、黄沙河、越渓河、宋江河があるほか、南北方向に走る無数の支流がある。長江南岸は地形が急峻で川の流れも速く、沿岸の平地も狭い。
亜熱帯気候に属し、年平均気温は17度、年平均降水量は1,050mmから1,168mm以上、四季ははっきりと区別できる。春は早く暖かくなり、夏は高湿で、秋は雨が多く、冬は霜が少ない。

## 歴史
もともと僰（ほく、ボー）と呼ばれる少数民族が暮らし、農耕を行い果物を育て園芸などを営む地であったが、前漢の高后六年（紀元前182年）に現在の宜賓に僰道の城が築かれ、漢族が増え始めた。昭帝の始元元年（紀元前86年）に犍為郡の治所が置かれてから漢民族が多く住むようになった。
前漢末期には犍為郡は12県を管轄し、僰道は四川盆地西南部の西南半壁を扼する拠点として、現在の四川・貴州・雲南の交わる付近の統治の政治・経済・軍事・文化の中心として栄えた。漢の崩壊後、四川省西部や南部ではモンゴル系などの民族の侵入で漢族による支配は途絶えたが、6世紀半ばに南朝梁の武帝が異民族を討ち、北周は戎州を置き外江県を設置した。隋代に外江県は再び僰道県となったが、北宋の政和四年（1114年）に僰道県は現在の名称である宜賓県と改められ戎州も叙州に改められた。
1911年12月5日、宜賓では清朝に対する反乱が起こり、「大漢川南軍政府」が建設された。

## 行政区画
3市轄区・7県を管轄下に置く。
- 市轄区：
  - 翠屏区・南渓区・叙州区
- 県：
  - 江安県・長寧県・高県・筠連県・珙県・興文県・屏山県

漢族が主要民族だが、周辺の山地は彝族、苗族等の多い地区で、回族やモンゴル人もわずかに住む。この地域の言語は、彝語や苗語以外は、漢語の北方語系四川官話川南方言を使っており、漢語古音が多く残った方言である。
| 宜賓市の地図                                                      |
| ----------------------------------------------------------------- |
| 翠屏区 南渓区 叙州区 江安県 長寧県 高県 珙県 筠連県 興文県 屏山県 |

### 年表
この節の出典

#### 川南行署区宜賓専区
- 1949年10月1日 - 中華人民共和国川南行署区宜賓専区が成立。宜賓県・南渓県・江安県・興文県・長寧県・珙県・筠連県・高県・沐愛県・慶符県が発足。(10県)
- 1951年3月 - 沐愛県が高県に編入。(9県)
- 1951年4月13日 - 宜賓県の一部が分立し、宜賓市が発足。(1市9県)
- 1952年7月1日 - 慶符県・宜賓県の各一部が宜賓市に編入。(1市9県)
- 1952年7月25日 - 宜賓県の一部が宜賓市に編入。(1市9県)
- 1952年8月7日 - 四川省の成立により、四川省宜賓専区となる。

#### 四川省宜賓専区(1952年-1960年)
- 1952年12月29日 - 宜賓県の一部が宜賓市に編入。(1市9県)
- 1953年2月25日 - 長寧県の一部が興文県に編入。(1市9県)
- 1953年6月27日 - 慶符県の一部が高県に編入。(1市9県)
- 1953年9月12日 (1市9県)
  - 南渓県の一部が長寧県・慶符県に分割編入。
  - 長寧県の一部が南渓県に編入。
- 1953年10月13日 - 高県の一部が珙県に編入。(1市9県)
- 1953年10月17日 (1市9県)
  - 長寧県の一部が珙県に編入。
  - 珙県の一部が高県・慶符県・長寧県に分割編入。
- 1953年10月22日 - 高県の一部(旧沐愛県の地域)が筠連県に編入。(1市9県)
- 1953年12月6日 - 長寧県の一部が慶符県に編入。(1市9県)
- 1954年2月16日 - 高県の一部が慶符県に編入。(1市9県)
- 1954年6月29日 - 高県の一部が珙県に編入。(1市9県)
- 1954年11月 - 長寧県の一部が南渓県に編入。(1市9県)
- 1957年2月9日 - 楽山専区屏山県を編入。(1市10県)
- 1957年12月30日 - 江安県の一部が長寧県に編入。(1市10県)
- 1958年1月22日 - 長寧県の一部が南渓県に編入。(1市10県)
- 1958年9月10日 - 宜賓県の一部が宜賓市に編入。(1市10県)
- 1958年11月25日 - 南渓県の一部が宜賓市に編入。(1市10県)
- 1959年8月28日 - 宜賓県の一部が自貢市郊区に編入。(1市10県)
- 1960年1月7日 - 慶符県が高県に編入。(1市9県)
- 1960年7月14日 - 宜賓専区が瀘州専区と合併し、新制の宜賓専区の発足により消滅。

#### 四川省宜賓地区(1960年-1983年)
- 1960年7月14日 - 瀘州専区(1市7県)・宜賓専区(1市9県)が合併し、新制の宜賓専区が成立。(2市16県)
- 1960年12月26日 - 江津専区江津県の一部が合江県に編入。(2市16県)
- 1963年2月14日 - 古藺県の一部が叙永県に編入。(2市16県)
- 1963年3月5日 - 宜賓市の一部が宜賓県に編入。(2市16県)
- 1963年3月20日 - 宜賓県の一部が宜賓市に編入。(2市16県)
- 1964年6月23日 (2市16県)
  - 宜賓市の一部が高県・南渓県・宜賓県に分割編入。
  - 納渓県の一部が瀘州市に編入。
- 1967年1月9日 (2市16県)
  - 長寧県・高県の各一部が珙県に編入。
  - 涼山イ族自治州雷波県の一部が屏山県に編入。
- 1968年5月31日 - 宜賓専区が宜賓地区に改称。(2市16県)
- 1973年12月20日 (2市16県)
  - 江津地区永川県の一部(永瀘公社の一部)が瀘県に編入。
  - 瀘県の一部(宝峰公社の一部)が江津地区永川県に編入。
- 1974年7月1日 - 宜賓県の一部が雲南省昭通地区綏江県に編入。(2市16県)
- 1976年4月6日 - 南渓県の一部が長寧県に編入。(2市16県)
- 1978年4月7日 - 隆昌県が内江地区に編入。(2市15県)
- 1979年4月4日 - 古藺県の一部が叙永県に編入。(2市15県)
- 1979年11月16日 - 富順県の一部が自貢市大安区に編入。(2市15県)
- 1981年1月 - 宜賓県の一部が富順県に編入。(2市15県)
- 1981年2月19日 - 珙県の一部が長寧県に編入。(2市15県)
- 1983年3月3日 
  - 宜賓市が地級市の宜賓市に昇格。
  - 瀘州市が地級市の瀘州市に昇格。
  - 宜賓県・南渓県・高県・珙県・興文県・筠連県・長寧県・江安県・屏山県が宜賓市に編入。
  - 瀘県・納渓県・合江県・叙永県・古藺県が瀘州市に編入。
  - 富順県が自貢市に編入。

#### 宜賓市(第1次)
- 1983年3月3日 - 宜賓地区宜賓市が地級市の宜賓市に昇格。(1市9県)
  - 宜賓地区宜賓県・南渓県・高県・珙県・興文県・筠連県・長寧県・江安県・屏山県を編入。
- 1983年9月9日 - 宜賓市・宜賓県・南渓県・高県・珙県・興文県・筠連県・長寧県・江安県・屏山県が宜賓地区に編入。

#### 四川省宜賓地区(1983年-1996年)
- 1983年9月9日 - 宜賓市、宜賓市宜賓県・南渓県・高県・珙県・興文県・筠連県・長寧県・江安県・屏山県、瀘州市叙永県・古藺県を編入。宜賓地区が成立。宜賓市が県級市に降格。(1市11県)
  - 宜賓県・高県・南渓県の各一部が宜賓市に編入。
- 1983年10月9日 (1市11県)
  - 叙永県の一部が興文県に編入。
  - 興文県の一部が珙県に編入。
  - 古藺県の一部が叙永県に編入。
- 1985年6月4日 - 古藺県・叙永県が瀘州市に編入。(1市9県)
- 1986年3月5日 - 宜賓県の一部が自貢市富順県に編入。(1市9県)
- 1996年10月5日 - 宜賓地区が地級市の宜賓市に昇格。

#### 宜賓市(第2次)
- 1996年10月5日 - 宜賓地区が地級市の宜賓市に昇格。(1区9県)
  - 宜賓市が区制施行し、翠屏区となる。
- 2006年6月5日 - 江安県の一部が長寧県に編入。(1区9県)
- 2011年2月17日 - 南渓県が区制施行し、南渓区となる。(2区8県)
- 2018年6月19日 (3区7県)
  - 宜賓県・翠屏区の各一部が合併し、叙州区が発足。
  - 宜賓県の残部が翠屏区に編入。
- 2019年8月24日 (3区7県)
  - 南渓区の一部が翠屏区に編入。
  - 長寧県の一部が江安県に編入。

## 経済

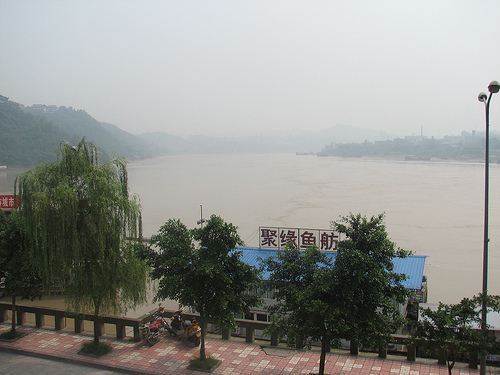
金沙江と岷江とこの地で合流し、ここから長江となる

改革開放以来、宜賓は大農業地帯から強い工業都市へと転換しつつある。宜賓市の主な企業は五糧液グループと龍頭的食品工業で、国有の製紙工場や石油化学工場を自社の傘下にして社名をグループの名を冠する名に変えている。特色ある業種は酒造で、その他食品工業、化学工業、軽紡、建材などが強い。
宜賓の河川の水量は多く、広大な農地を灌漑し、水力発電もおこなわれる。天然資源は非常に豊富である。鉱物資源は44種類を数え、石炭、硫鉄鉱、岩塩、天然ガスの生産量・埋蔵量が非常に多く、石灰石、方解石、大理石、硅石、リン、銅、鉄なども豊富で、冶金工業の工業地帯を形成できる可能性がある。珙県の芙蓉鉱区は四川省の重要な炭田である。目下、四川省最大の筠連炭鉱の建設が進む。
また種類の多い植物や天然香料植物の豊かさを生かした香料生産も盛んで、特に中国最大の樟油生産地区である。また市域で採れる茶葉生産量は省の4分の1を占める。

## 名所・旧跡・観光スポット
- 宜賓合江門広場 - 岷江と金沙江が合流し長江となるポイント
- 万里長江第一城
- 冠英古街 - 清代からの街並みが残る
- 大観楼 (宜賓)（中国語版）
- 蜀南竹海
- 興文石海世界地質公園
- 李荘鎮
- 五糧液工場/五糧液酒史博物館
- キョウ県僰人懸棺（中国語版）（四川省文物保護単位列表、中華人民共和国国家歴史文化名城）

## 交通

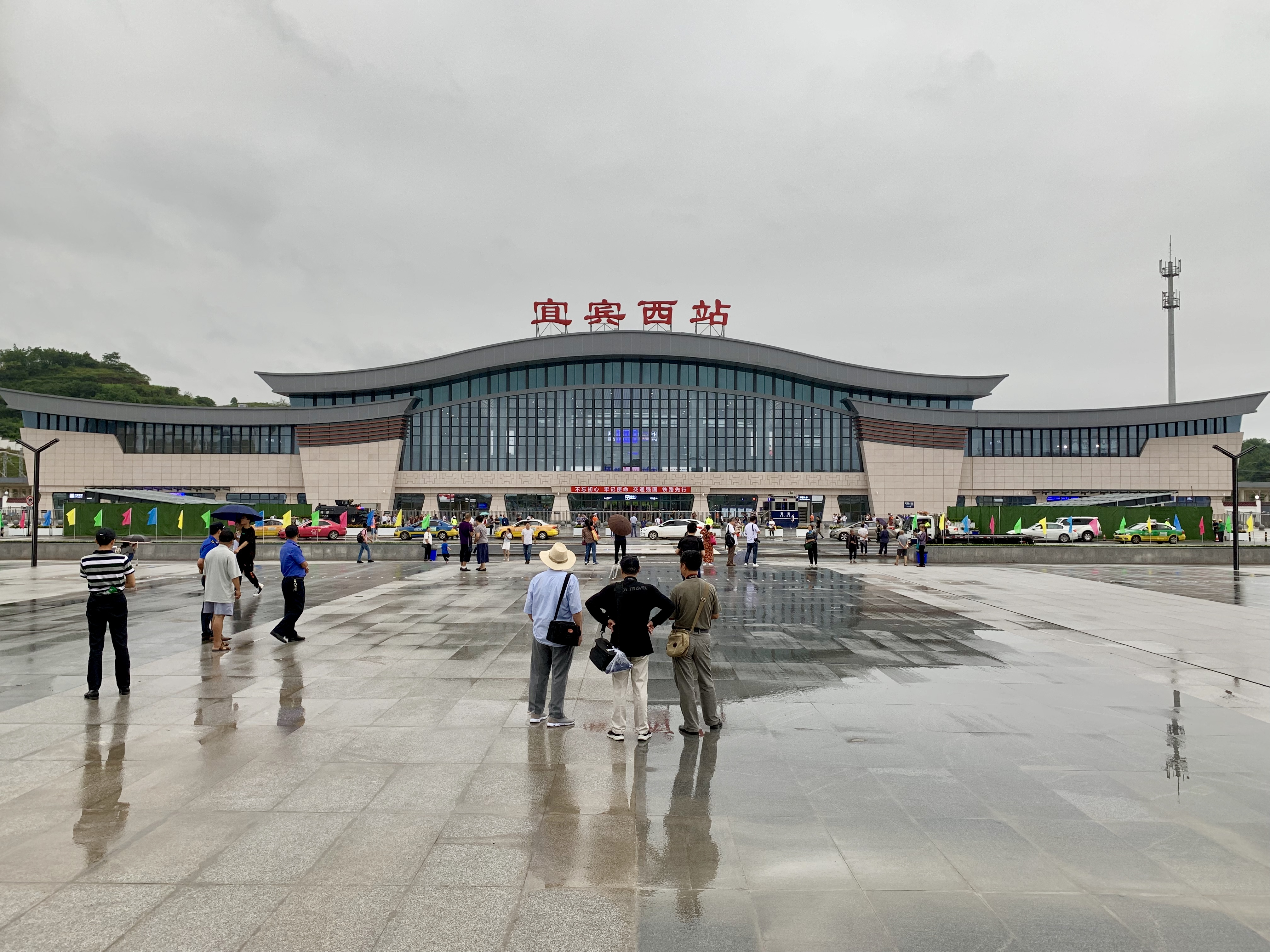
成貴旅客専用線が乗り入れる宜賓西駅

### 航空
2019年12月、宜賓五粮液空港が開港し、宜賓菜壩空港へ就航していた民間便はすべて移転した。北京、上海、昆明、広州、深圳、三亜などへの定期路線が設定されている。

### 鉄道
- 中国鉄路総公司
  - 成貴旅客専用線（宜賓西駅（中国語版））
  - 内昆線（宜賓北駅（中国語版） - 宜賓駅（中国語版） - 宜賓南駅（中国語版））

### 道路
- 高速道路
  - 渝昆高速道路
  - 成渝地区環線高速道路
  - 遂宜畢高速道路

国道
- G213国道
- G353国道（中国語版）

### 水運
宜賓の水運は金沙江、岷江、長江の三大河を幹線とし、6本の支流が市内各地を船で結んでいる。

## 健康・医療・衛生
- 宜賓市翠屏区人民医院、宜賓市第二人民医院、宜賓市翠屏区婦幼保健院、南渓区人民医院、南渓区中医院、南渓区婦幼保健院、江安県人民医院
- 江安県総合医院、四川省江安県婦幼保健院、長寧県人民医院、長寧県中医医院、高県人民医院、高県中医院、高県婦幼保健院、筠連県人民医院
- 筠連県中医院、珙県人民医院、珙県中医院、宜賓市鉱山急救医院、興文県人民医院、興文県第一人民医院、興文県中医医院
- 屏山県人民医院、屏山県中医院